# Gert Möller
Gert Möller, född 22 maj 1952, död 22 maj 2025, var en svensk friidrottare i främst 800 meter samt 400 meter häck. Han tävlade för Tyringe SK och Malmö AI.
Möller hade svenska rekordet på 400 m häck 1974 till 1978. Han blev Stor grabb nummer 306.

## Karriär
Vid inne-EM 1974 var Möller med i det svenska stafettlaget som vann guld på 4x400 m.
Han var med i vinnande lagen på 4x400 m vid SM 1975, 1976, 1982 och 1984. Han vann även SM-guld på 4x800 m, 1977, 1980, 1982 och 1987. Även 4x1500 m 1987. 
År 1981 vann han SM på 800 m.